# Holodictya merops
Holodictya merops är en insektsart som beskrevs av Ronald Gordon Fennah 1957. Holodictya merops ingår i släktet Holodictya och familjen lyktstritar. Inga underarter finns listade i Catalogue of Life.